# Najwa Dassalm
Najwa Dassalm, née le 30 novembre 1995, est une gymnaste artistique marocaine.

## Carrière
Aux Championnats d'Afrique de gymnastique artistique 2014, Najwa Dassalm est médaillée de bronze par équipes.